# Frederik VI van Zwaben
Frederik VI van Zwaben soms ook vermeld als Frederik V van Zwaben geboren als Koenraad van Zwaben (Modigliana, februari 1167 - Akko, 20 januari 1191) was van 1170 tot 1191 hertog van Zwaben.

## Levensloop
Hij was de derde zoon van keizer Frederik I Barbarossa van het Heilig Roomse Rijk, die van 1147 tot 1152 onder de naam Frederik III hertog van Zwaben was, en diens tweede vrouw Beatrix I van Bourgondië.
De officiële voornaam van Frederik was Koenraad. Nadat zijn oudere broer Frederik V, die in 1167 hertog van Zwaben was geworden, in 1170 was overleden, kreeg Koenraad de naam Frederik. Kort daarna werd hij onder de naam Frederik VI hertog van Zwaben.
In 1189 werd Frederik uitgehuwelijkt aan Constance van Hongarije. In mei van dat jaar vertrok hij samen met zijn vader Frederik I Barbarossa, die de kruisvaarders aanvoerde, naar het Heilige Land voor de Derde Kruistocht. Nadat Frederik Barbarossa in juni 1190 tijdens het oversteken van de rivier Selef verdronk, werd Frederik VI de nieuwe aanvoerder van de kruisvaarders.
Na de dood van Frederik Barbarossa keerden heel wat kruisvaarders via Antiochië terug naar hun vaderland. Frederik VI besliste om zijn overige troepen te doen terugtrekken naar de stad Jeruzalem. In Tripoli brak er in september 1190 binnen het leger echter malaria uit en een groot deel van de troepen bezweek aan deze ziekte. Met de weinige soldaten die Frederik nog overhad, ging hij naar de stad Akko om de troepen die de stad belegerden te versterken. Tijdens het beleg van Akko kreeg Frederik echter malaria en in januari 1191 bezweek hij aan deze ziekte.
Frederik VI bleef ongehuwd en kinderloos. Zijn jongere broer Koenraad II volgde hem op als hertog van Zwaben.